# Vonones II
Vonones II, död 51, var kung av Partherriket 51 e.Kr. 